# Liste der Ortschaften im Bezirk Kitzbühel
Die Liste der Ortschaften im Bezirk Kitzbühel enthält die Gemeinden und ihre zugehörigen Ortschaften im Tiroler Bezirk Kitzbühel (in Klammern stehen die Einwohnerzahlen zum Stand 1. Jänner 2024).
Kursive Gemeindenamen sind keine Ortschaften, in Klammern der Status Markt bzw. Stadt. Die Angaben erfolgen im offiziellen Gemeinde- bzw. Ortschaftsnamen, wie von der Statistik Austria geführt.
- Aurach bei Kitzbühel (1143)

- Brixen im Thale (2701)

- Fieberbrunn (Markt; 4591)

- Going am Wilden Kaiser (751)
  - Prama (351)
  - Schattseite (333)
  - Sonnseite (537)

- Hochfilzen (1322)

- Hopfgarten im Brixental (Markt) 
  - Glantersberg (153)
  - Grafenweg (916)
  - Gruberberg (77)
  - Hopfgarten-Markt (2669)
  - Kelchsau (732)
  - Penningberg (953)
  - Salvenberg (293)

- Itter (1178)

- Jochberg (1542)

- Kirchberg in Tirol (5320)
  - Erpfendorf (1268)

- Kirchdorf in Tirol (2906)

- Kitzbühel (Stadt; 8279)

- Kössen (4580)

- Oberndorf in Tirol (2396)

- Reith bei Kitzbühel (1730)

- St. Jakob in Haus (837)

- St. Johann in Tirol (Markt; 9875)

- St. Ulrich am Pillersee (1930)

- Schwendt (916)

- Waidring (2079)

- Westendorf (3701)